# Mimosa eurycarpa
Mimosa eurycarpa är en ärtväxtart som beskrevs av Robinson. Mimosa eurycarpa ingår i släktet mimosor, och familjen ärtväxter. Inga underarter finns listade i Catalogue of Life.